# Il saltimbanco
Il saltimbanco és una òpera en tres actes amb música de Giovanni Pacini sobre un llibret de Giuseppe Checchetelli, estrenada al Teatro Argentina de Roma el 24 de maig de 1858.
L'òpera va ser interpretada per primer cop al Gran Teatre del Liceu de Barcelona el 26 de març de 1859, sota la direcció de Gabriel Balart i Crehuet.

## Intèrprets de l'estrena
| Rol                                      | Tessitura | Intèrpret                            |
| Guglielmo Belfegor, saltimbanqui         | baríton   | Ottavio Bartolini                    |
| Lena, la seva dona                       | soprano   | Elena Kenneth                        |
| Enrico, fill de Belfegor i Lena          |           | actor                                |
| Elvira, filla de Belfegor i Lena         |           | actriu                               |
| Alfredo di Blangy                        | tenor     | Remigio Bertolini                    |
| Duc d'Almonte                            | baix      | Raffaele La-Terza o Giuseppe Bazzoli |
| Geltrude d'Almonte, la seva germana      |           | Carolina Decalori                    |
| Arnoldo / Rolando                        |           | Stefano Santucci                     |
| Linda                                    |           | Teodolinda Rotolini                  |
| Escuder                                  |           | Luigi Rossi                          |
| Vilatans, camperols, cavallers, dames... |           |                                      |

## Argument[4]
Època: finals del segle XVII
Lloc: França, inicialment a un poble, després al castell del Duc

### Previ a l'obra
El fill del duc d'Almonte va tenir una filla, Lena, sense el coneixement del seu pare, la mare de la qual va morir en el part. Forçat a marxar de França per desavinences amb el seu pare, lliura el nadó a una institutriu, la qual, en veure que el fill del duc no tornava mai més, la va fer créixer com a pròpia i la va casar amb un saltimbanqui, Guglielmo. Amb el temps, el fill del duc caure greument malalt i, penedit d'haver abandonat la filla, encomana abans de morir al cavaller Rolando, amic seu, que trobi la filla i intercedeixi davant el duc per demanat-li el perdó que ell mai havia estat capaç d'aconseguir.
Un malvat, Arnaldo, escapat d'una presó, troba pel camí a Rolando, el roba i el mata. A partir dels papers que portava Rolando, Analdo s'assabenta de les instruccions d'aquest i decideix fer-se passar per ell. Així, escriu al duc en nom de Rolando i el duc, commogut per la mort del seu fill, accepta abraçar la seva neta. Quan s'assabenta que Lena es l'esposa d'un saltimbanqui vol que el matrimoni sigui anul·lat i escriu al fals Rolando demanant-li que compri el silenci del saltimbanqui i que persuadeixi la seva neta de que abandoni el seu marit.

### Acte I
A les portes d'un alberg, Arnaldo conversa amistosament amb un altre cavaller, Alfredo di Blangy. Arnaldo, que fa veure que és Rolando, explica a Bangy que el duc li ha convidat al castell. Arriben en un carro preparat per a una festa el saltimbanqui Guglielmo i la seva esposa, Lena, amb els seus fills, entrant tots a l'alberg. Arnaldo ordena a Guglielmo que abandoni a Lena, i aquesta li respon que ella mai deixarà al seu marit. Arnaldo els amenaça amb la fam. Es separen i Guglielmo convida a la gent del poble a entrar a la seva carpa, on farà màgia, màgia blanca, per ells. Dur amb ell el seu fill.
Mentres, Lena resta a l'alberg (ària Povera figlia!). Blangy entra a una senyal d'Arnaldo i comença a seduir Lena en nom d'un amic de qui no diu el nom. Lena es nega a escoltar res del que li vol dir Blangy i llavors aquest li fa veure que al jardí exterior tenen segrestada a la seva filla. Llavors ella accepta partir amb Blangy, just quan senten la veu de Guglielmo que arriba després de l'actuació. Fugen tots i entra el saltimbanqui amb el seu fill. S'estranya de no trobar-la, però la gent el reclama de nou i marxa, sense saber què està succeint.

### Acte II
A prop d'una granja. Linda surt de la granja, just quan arribi un grup de camperols. Arriba Guglielmo amb el fill i explica que es troba desesperat, que ningú li ajuda i que ningú li vol donar asil. Demana pa pel seu fill, que mor de gana. Lina porta el fill dins de la granja per donar-li quelcom per menjar. Entra aleshores Arnaldo i Guglielmo s'maga per tal de veure què hi fa Arnaldo, que es queixa de que algú l'ha reconegut a Carmignan, però que igualment intentarà entendre's amb el duc. Guglielmo avança i apuntant-li al pit amb una pistola li demana que li torni la dona. Arnaldo li demana pietat i li confessa que ell no és qui té segrestada la Lena, sinó que ja es troba al castell del duc d'Almonte, com li demostra amb un escrit que el fa llegir.
L'acció canvia al castell del duc, enlluernat per a una festa. Es de nit. La gent (el cor de dames i cavallers) canta l'alegria de la festa. Arriba Blangy i explica que arriba amb la neta del duc i com ella va néixer lluny i sense mare, havent-hi estat casada amb un joglar (ària Ma fasto e goia). Marxa d'escena i arriben el duc, Geltrude i Lena, aquesta de la mà de Geltrude. El duc presenta Lena a tots dient que és l'única hereva que té. Lena demana que li tornin l'esposo, però el duc no vol ni sentir a parlar. Arriba Guglielmo vestit de cavaller: es presenta com a Rolando. El duc li vol presentar Lena i ella reconeix al seu marit, però li segueix el joc sense descobrir la seva identitat. Guglielmo explica a Lena tot el que ha patit el saltimbanqui parlant en tercera persona. El duc li diu que el saltimbanqui serà per sempre declarat un lladre. En pronunciar el duc el nom de Rolando en veu alta, Blangy s'adona que aquell no és el Rolando que ell coneix (en realitat ell coneix l'Arnaldo), just quan arriba Arnaldo que diu ser el veritable Rolando. Però Blangy sap ara que és un impostor i el delata. Lena s'abraça a Guglielmo deixant clar que és el seu marit i ambdós expliquen quant s'estimen. Blangy, commogut, creu que se'ls ha de permetre continuar la seva vida anterior. Guglielmo intenta marxar amb Lena, però el duc els impedeix sortir. A una ordre seva els arquers fan presoner a Guglielmo i marxen amb ell.

### Acte III
Presó on es troba Guglielmo, i on Alfredo di Blangy espera a Guglielmo (ària Infelice, ei riposa!). Arriba Lena amb els seus dos fills. Blangy li diu a Lena que marxa a intentar convèncer el duc de que alliberi al saltimbanqui. Lena i Guglielmo canten el seu amor (duet Come soave un fremito). El duet és trist i desesperat, quan de sobta darrere l'escenari el cor canta Trionfa amor! Entren tots a escena excepte Arnaldo i Blangy confirma a Guglielmo i a Lena que el duc ha cedit que els acull com a neta i al marit de sa neta. S'abrcen ells dos i també els seus fills al duc. Final de l'òpera.